# Marissa Nadler

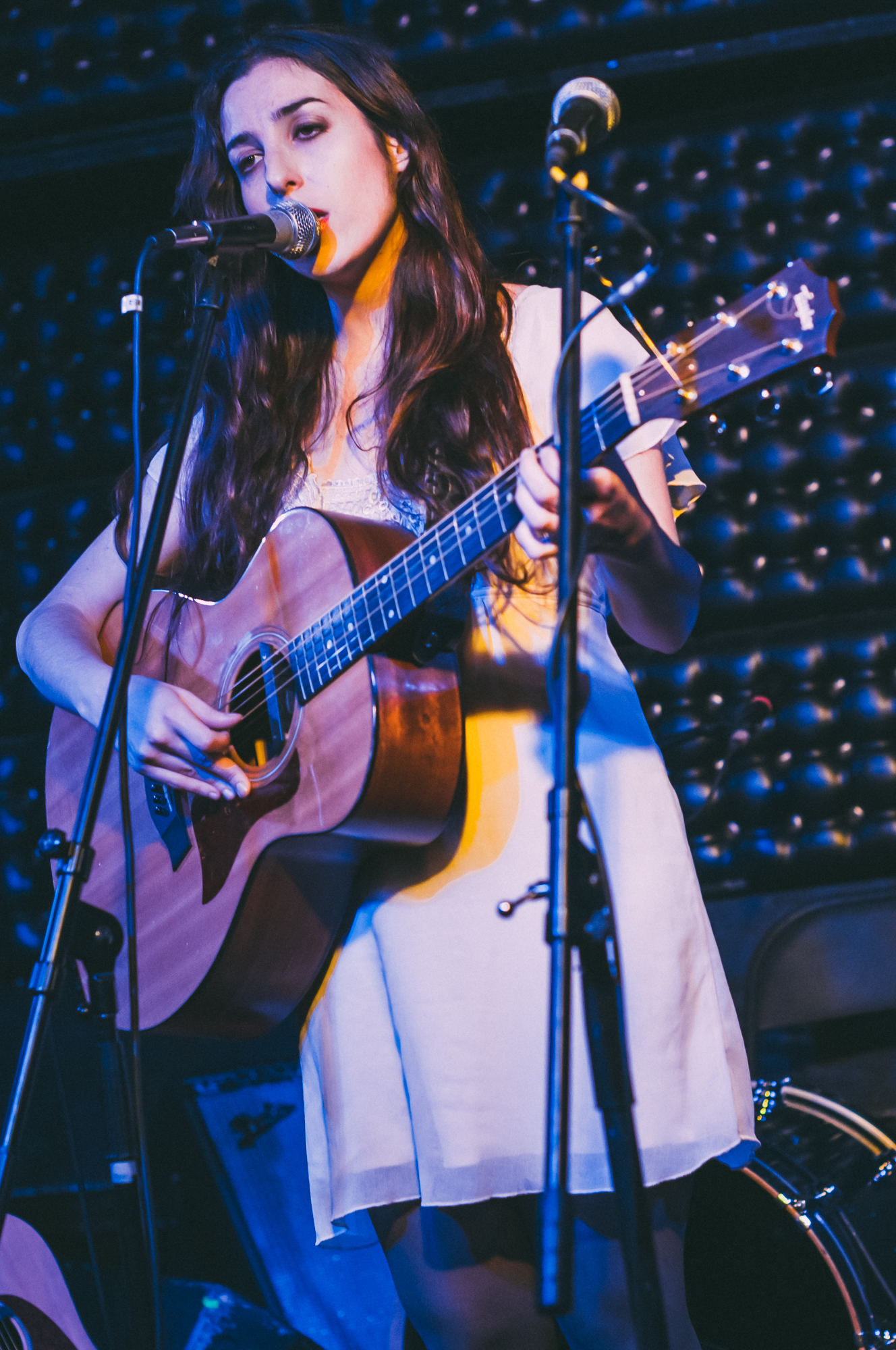
Marissa Nadler (2011)

Marissa Nadler (* 5. April 1981 in Washington, D.C.) ist eine US-amerikanische Sängerin, Gitarristin und Malerin. Sie wuchs in Needham, Massachusetts, auf und lebt heute, nach einem längeren Aufenthalt in Providence, Rhode Island, in Boston.

## Familie und Kunststudium
Schon im Elternhaus kam Nadler mit unterschiedlichen Künsten in Berührung, ihre Mutter Pamela Joyce ist abstrakte Malerin, ihr älterer Bruder Gitarrist und mittlerweile Schriftsteller. In ihrer Familie können auch die Wurzeln von Nadlers Interesse an übernatürlichen Motiven gesehen werden, da schon ihre Mutter sich früh für Okkultismus interessierte. Nadler studierte später an der Rhode Island School of Design in Providence Malerei, Illustration und Kunsterziehung. Zu ihren Vorbildern im visuellen Bereich zählten in dieser Zeit Maler wie Adolf Wölfli, Egon Schiele und Paul Klee, der Assemblagen-Künstler Joseph Cornell und die Fotografin Diane Arbus. Kurze Zeit arbeitete sie als Kunstlehrerin in Harlem, New York. Während ihres Studiums entwickelte sie ihren eigenen folkloristischen Malstil, etwa zeitgleich wandte sie sich stärker der Musik zu, die ihr weniger akademisch geprägt erschien.

## Musikstil und künstlerisches Selbstverständnis
Marissa Nadler lernte mit vierzehn Jahren Gesang und Gitarre durch autodidaktisches Studium. Ein frühes Album namens Autumn Rose und eine weitere EP wurden zunächst nicht veröffentlicht, erst 2004 erschien ihre erste CD Ballads of Living and Dying. Nadlers Musik steht in der klassischen amerikanischen Singer-Songwriter-Tradition und zeichnet sich durch eine melancholische Grundstimmung aus. Neben ihrem charakteristischen Mezzosopran (Vergleiche mit Hope Sandoval, Sandy Denny, Vashti Bunyan, Kate Bush und anderen können gezogen werden) ist für ihre Musik besonders die Akustikgitarre in einem archaischen Zweifingerpicking-Stil prägend, aber auch Banjo und Ukulele. Als Begleitinstrumente sind gelegentlich E-Gitarre, Orgel, Akkordeon, Dobro, Keyboard und Theremin zu hören, auf Perkussion wird meist verzichtet. Die Texte, die nur selten in der Ich-Form verfasst sind, behandeln oft morbide Themen, Trauer und Verlorenheit. Dabei schafft Nadler eine Kunstwelt, in der übernatürliche Themen wie das Wiedergänger-Motiv ebenso zentral sind wie vage angedeutete Settings früherer Epochen. Viele der Songs haben eine Balladen-Struktur, einige der fiktiven Charaktere kehren leitmotivisch in ihren Songs wieder, so z. B. die Figur Mayflower May, die als Alter Ego der Künstlerin interpretiert werden kann. In den Texten zeigt sich auch Nadlers enger Bezug zur Literatur. Einige Songs thematisieren Ereignisse der Literaturgeschichte, so handeln zwei Lieder vom Tod der beiden Autorinnen Virginia Woolf und Sylvia Plath, die in den Liedtexten nur mit dem Vornamen genannt werden und sich so fast unbemerkt in Nadlers Figurenwelt einordnen. Ebenso werden Gedichte vertont, so Hai Tantos Muertos von Pablo Neruda und die Ballade Annabel Lee von Edgar Allan Poe. Die Auswahl dieses Gedichtes unterstreicht auch die Nähe ihrer eigenen Liedtexte zur Literatur des American Gothic.
Kategorisiert wird Nadlers Musik gerne als eine neue Variante des Folk im Appalachian- oder Americana-Stil, auch eine gewisse Nähe zur New-Weird-America-Bewegung ist auszumachen. Zu ihren prägenden Einflüssen zählt sie neben Nina Simone, Billie Holiday, Tom Waits, Patti Smith und Joni Mitchell auch Leonard Cohen, dessen Famous Blue Raincoat sie 2007 für das Album Songs III: Bird On The Water aufnahm; auch zu Beginn ihrer Karriere interpretierte Nadler einige Cohen-Klassiker. Weitere Coverversionen sind Springsteens I’m on Fire, eine atmosphärisch stark veränderte Version von Julia Ward Howes The Battle Hymn of the Republic und Ballad to an Amber Lady von Pearls Before Swine. Nicht nur die Herkunft des letztgenannten Originals veranschaulichen ihre Nähe zur Balladen- und Folktradition, sondern auch der Rückbezug auf tradiertes Songmaterial allgemein.
Ihre Veröffentlichungen, teilweise produziert von Greg Weeks (Espers), erschienen zunächst auf Eclipse Records, mittlerweile arbeitet sie auch mit den Labels Beautiful Happiness, My Kung Fu, Peacefrog Records und Kemado Records zusammen. Sie unternimmt ausgiebige Konzerttourneen, unter anderem zusammen mit José González, Jana Hunter und Mi and L'au. Dabei tritt sie gelegentlich ganz ohne Begleitband auf.

## Diskografie (Auswahl)

### Alben
- Ballads of Living and Dying (2004; Eclipse Records)
- The Saga of Mayflower May (2005; Eclipse Records)
- Songs III: Bird on the Water (2007; Kemado Records)
- Little Hells (2009; Kemado Records)
- Marissa Nadler (2011; Box Of Cedar Records)
- The Sister (2012; Box Of Cedar Records)
- July (2014; Sacred Bones Records)
- Strangers (2016; Sacred Bones Records)
- For My Crimes (2018; Sacred Bones Records)
- Songs of Townes Van Zandt, Vol. III (2022; My Proud Mountain, Neurot Recordings)

### Singles und EPs
- Diamond Heart/Leather Made Shoes (2006; My Kung Fu)
- River Of Dirt (2009; Kemado Records)
- Drive (2014; Bella Union)
- Was It A Dream (2014; Bella Union)
- Bury Your Name (2016; Sacred Bones Records)
- Katie I Know (2016; Bella Union)

### Samplerbeiträge
- Ballad to an Amber Lady auf For the Dead in Space II: A Tribute to Tom Rapp (2003)
- Judgement Day auf Not Alone (2006)

### MitXasthur
- Portal of Sorrow (2010; Disharmonic Variations)